# 混凝土的潛變與收縮
混凝土的潛變與收縮是混凝土的兩種物理性質，是應用混凝土時需要考量的變因。混凝土如果長時間受應力，便會緩慢變形，移除持續施予的力之後，變形只有部分會恢復，可以恢復的變形稱為彈性變形，不能恢復、永久的變形稱為潛變。而在沒有受力的情況下，混凝土水含量變多或變少也會使混凝土的體積變化，稱為膨脹與收縮。

## 機制

### 潛變
混凝土的潛變為其中水泥的矽酸鈣水合物（C-S-H）在持續受應力下緩慢流動引起。
水泥漿漿體由固體的水泥凝膠（cement gel）組成，水泥凝膠又由矽酸鈣水合物形成的薄片以及薄片之間大量的空隙（大約佔凝膠40%至55%的體積）組成。
這些空隙中含有會蒸發的層間水，水會對孔壁施加分離壓力（disjoining pressure），並削弱薄片與薄片之間的結合力。
混凝土受力造成薄片之間滑動可能就是潛變的原因。
同樣的應力下，潛變（永久變形）通常是彈力變形（去除載荷後可恢復的變形）的三倍。

### 收縮
混凝土中的水泥硬化過程會產生收縮。水泥中的矽酸鈣水合物薄片間的水分減少之後，薄片與薄片之間的間隔因為缺乏水分的流體靜拉力（hydrostatic tension）支撐而縮小，導致混凝土體積變小。
混凝土的收縮依水分減少的方式或發生收縮的部位不同可以分為：
- 乾燥收縮（Drying Shrinkage）：水分蒸發到混凝土外部導致總體的體積收縮。[4]只要將乾燥收縮的混凝土泡水一段時間就可以回復部分體積[5]。乾燥收縮的機制與潛變關係密切[6]
- 塑性收縮（Plastic Shrinkage）：混凝土表面與內部蒸發速率不一致[7]，導致收縮的速率也不一致，造成開裂的現象，稱為塑性收縮。
- 自體收縮（Autogenous Shrinkage）：水分被混凝土中的水泥吸收，導致孔隙中的水分減少而收縮。水灰比過低的混凝土特別容易因自收縮而開裂。[8]

並非因為水分變化造成體積變小的收縮：
- 碳化收縮（Carbonation Shrinkage）：矽酸鈣水合物會與大氣中的二氧化碳發生反應產生碳酸鈣、二氧化矽和水[9]。碳酸鈣晶體的排列方式使混凝土體積縮小。

## 變因
如果在混凝土中混入足夠多的骨料的話，可以抑制水泥凝膠的潛變和收縮，因為骨料的蠕變較不明顯。
孔隙水含量小或孔隙濕度低時的潛變較小，而完全乾燥的混凝土不會潛變。
混凝土加載（受應力）時，材料年齡越大，潛變越小，這是因為混凝土會隨著時間越來越乾燥的關係。大部分的應變都發生在受力前期，大約有四分之一到三分之一的潛變發生在第一個月，並且大約一半到四分之三的總潛變會發生在持續載荷的前半年。
理論上溫度越高，潛變的程度也要越大，但實務上升溫增加的潛變會與混凝土失去水份減少的潛變互相抵消。升溫會加速層間水與其他物質發生水化，使混凝土孔隙中的水分減少。沒有水分施加的分離壓力，矽酸鈣薄片與薄片之間就難以滑動，使增加的潛變抵消。
另外，乾燥過程的水分變化越劇烈，從濕潤到完全乾燥中間的潛變總量也會越多。較大試體乾燥較緩慢，因水分含量變化引起的潛變較小，所以潛變總量會較少，收縮總量也較少。

### 本構方程
混凝土的本構方程中可以出現的變量有溫度、材料年齡、水化程度、孔隙濕度（與環境濕度有關）和孔隙水含量。這些變量被稱為狀態變量（state variables），是可以用來描述材料中任何一點的點屬性的變量。
試體尺寸雖然也會影響潛變，但不列在本構方程中。環境濕度是影響孔隙濕度的條件之一，因為本構方程中已經包含孔隙濕度了，所以環境濕度就不會出現在本構方程中。